# Lophaster furcilliger
Lophaster furcilliger är en sjöstjärneart som beskrevs av Fisher 1905. Lophaster furcilliger ingår i släktet Lophaster och familjen solsjöstjärnor. Inga underarter finns listade i Catalogue of Life.